# Biatora alborufidula
Biatora alborufidula S. Ekman & Printzen  es una especie de liquen crustáceo de aspecto granular de la familia Ramalinaceae que vive principalmente en la corteza de los árboles (corticícola). Esta especie presenta un color grisáceo en su superficie, blanco a amarillo pardo en el epitecio y más claro en el hipotecio. Biatora alborufidula puede presentar soredios en su superficie; la reproducción sexual tiene lugar solo por parte del micobionte mediante ascosporas oblongas no septadas o uniseptadas de entre 11 y 14 micras de diámetro generadas en conidios baciliformes.

## Sinonimia
- Lecidea alborufidula Hedl. Basónimo.